# کایلی سیرگه
کایلی سیرگه (استونیایی: Kaili Sirge; ۲۳ ژوئیهٔ ۱۹۸۳) اسکی‌باز صحرانوردی اهل استونی است. وی در بازی‌های المپیک زمستانی ۲۰۰۶ شرکت کرده‌است.